# Misumena
Misumena es un género de arañas cangrejo de la familia Thomisidae.
A menudo se las encuentran en flores, donde acechan a sus presas, visitantes florales, incluyendo polinizadores.
Miden 7 mm de longitud; céfalotórax 2.7 mm, ancho 2.7 mm; fémur de primera pata 3.8 mm. Son de color amarillento. El abdomen tiene dos bandas longitudinales de puntos.
Se diferencian de géneros relacionados porque los cuatro ojos anteriores son aproximadamente del mismo tamaño.

## Especies
- Misumena adelae Mello-Leitão, 1944
- Misumena alpha Chrysanthus, 1964
- Misumena amabilis Keyserling, 1880
- Misumena annapurna Tikader, 1963
- Misumena arrogans Thorell, 1881
- Misumena atrocincta Costa, 1875
- Misumena beta Chrysanthus, 1964
- Misumena bicolor Simon, 1875
- Misumena bipunctata Rainbow, 1898
- Misumena citreoides (Taczanowski, 1872)
- Misumena conferta Banks, 1898
- Misumena fasciata Kulczynski, 1911
- Misumena fidelis Banks, 1898
- Misumena frenata Simon, 1909
- Misumena ganpatii Kumari & Mittal, 1994
- Misumena greenae Tikader, 1965
- Misumena grubei (Simon, 1895)
- Misumena indra Tikader, 1963
- Misumena innotata Thorell, 1881
- Misumena lorentzi Kulczynski, 1911
- Misumena luteovariata Mello-Leitão, 1929
- Misumena maputiyana Barrion & Litsinger, 1995
- Misumena maronica Caporiacco, 1954
- Misumena mridulai Tikader, 1962
- Misumena nana Lessert, 1933
- Misumena nigripes (Taczanowski, 1872)
- Misumena nigromaculata Denis, 1963
- Misumena oblonga O. P.-Cambridge, 1885
- Misumena pallescens Caporiacco, 1949
- Misumena peninsulana Banks, 1898
- Misumena picta Franganillo, 1926
- Misumena platimanu Mello-Leitão, 1929
- Misumena quadrivulvata Franganillo, 1926
- Misumena rubripes Keyserling, 1880
- Misumena spinifera (Blackwall, 1862)
- Misumena spinigaster Mello-Leitão, 1929
- Misumena tapyasuka Barrion & Litsinger, 1995
- Misumena terrosa Soares, 1944
- Misumena variegata Keyserling, 1880
- Misumena vatia (Clerck, 1757)
- Misumena vazquezae Jiménez, 1986
- Misumena viridans Mello-Leitão, 1917
- †Misumena samlandica Petrunkevitch, 1942